# Gigantocypris
Gigantocypris és un gènere de crustacis ostracodes dins la família Cypridinidae, i és probablement l'ostracode més famós del món. Els membres d'aquest gènere són ostracodes excepcionalment grossos, ja que fan fins a 25 mm de diàmetre. Aquests crustacis quan són vius són de color vermell-taronja però viuen a grans fondàries marines (900 a 1300 m), on no hi ha llum solar natural. Malgrat això disposen de dos grans ulls. Es creuen que aquests ulls serveixen per cercar fonts de bioluminescència per a caçar, ja que s'alimenten de petits copèpodes i petits peixos.

## Taxonomia
El gènere conté 6 espècies:
- Gigantocypris agassizii G. W. Müller, 1895
- Gigantocypris australis Poulsen, 1962
- Gigantocypris danae Poulsen, 1962
- Gigantocypris dracontovalis Cannon, 1940
- Gigantocypris muelleri Skogsberg, 1920
- Gigantocypris pellucida G. W. Müller, 1895

## Aliment
Menja copèpodes, detecta els seus senyals de bioluminescència amb els seus ulls que són els més sensibles del mar, s'assemblen a un mirall parabòlic. També s'alimenta de peixos petits.